# 35ª Brigata fanteria di marina "Contrammiraglio Mychajlo Ostrohrads'kyj"
La 35ª Brigata fanteria di marina autonoma "Contrammiraglio Mychajlo Ostrohrads'kyj" (in ucraino 35-та окрема бригада морської піхоти імені контрадмірала Михайла Остроградського?, 35-ta okrema bryhada mors'koї pichoty imeni kontradmirala Mychajla Ostrohrads'koho, unità militare A0216) è un'unità di fanteria di marina del Corpo della fanteria di marina ucraina con base a Dačne nell'oblast' di Odessa.

## Storia
La brigata venne costituita con una direttiva congiunta del Ministero della difesa e dello stato maggiore delle Forze armate del 24 maggio 2018, a partire dal 137º Battaglione fanteria di marina creato nel 2015. Alla nuova unità sono stati anche aggregati il 18º Battaglione motorizzato "Odessa", ex battaglione di difesa territoriale trasformato per l'occasione in fanteria di marina, seguito nel 2018 dall'88º Battaglione della 45ª Brigata d'assalto aereo, unica unità aviotrasportata della marina ucraina. Dopo aver svolto con successo le esercitazioni sulla costa del mar d'Azov, il 19 novembre 2018 i militari della brigata hanno prestato giuramento. Il 23 agosto 2020 l'unità è stata ufficialmente dedicata al contrammiraglio Mychajlo Ostrohrads'kyj, comandante della flotta del mar Nero della Repubblica Popolare Ucraina.
In seguito all'invasione russa dell'Ucraina del 2022 la brigata è stata schierata nella regione di Cherson, contribuendo a difendere Mykolaïv dai tentativi di avanzata nemica provenienti da sud. Il primo giorno di guerra alcuni militari della brigata stazionati sull'Isola dei Serpenti sono diventati celebri per la loro ultima comunicazione inviata all'incrociatore russo Moskva della Flotta del Mar Nero che gli intimava la resa, ossia "Nave da guerra russa, vai a farti fottere!" (in russo Русский военный корабль, иди нахуй?, Russkij voennyj korabl', idi nachuj). La frase di risposta ha immediatamente fatto il giro del mondo ed è diventata uno dei simboli della resistenza ucraina all'invasione.
In giugno l'unità ha cooperato con la 28ª Brigata meccanizzata per effettuare una controffensiva locale verso la città di Cherson operando lungo la costa. Nel corso di questi combattimenti il 3 giugno è stato ucciso in azione il comandante del 18º Battaglione della brigata, tenente colonnello Serhij Derduha. Successivamente è stata trasferita a nordest lungo il fiume Inhulec', ottenendo il controllo di una testa di ponte presso Davydiv Brid. Da qui a partire da ottobre ha preso parte alla controffensiva ucraina, operando una manovra a tenaglia di concerto con la 128ª Brigata d'assalto da montagna che nel frattempo stava attaccando verso sud lungo il Dnepr. L'offensiva è terminata l'11 novembre 2022, in seguito al collasso delle difese russe all'inizio del mese e al completo ritiro delle loro truppe dalla sponda destra del fiume. Terminata l'attività su questo fronte, a dicembre la brigata è stata trasferita in Donbass, dove in particolare il 137º Battaglione è stato schierato nell'area di Pisky, affiancato dal 503º della 36ª Brigata fanteria di marina e dal 21º della 56ª Brigata motorizzata. In primavera l'unità è stata impiegata anche per la difesa di Mar"ïnka. Il 18 maggio il comandante dell'unità, colonnello Jurij Andrijenko, è stato insignito del titolo di Eroe dell'Ucraina. Il 23 maggio la brigata, il 18º e il 137º Battaglione sono stati insigniti da parte del presidente ucraino Volodymyr Zelens'kyj del titolo onorifico "Per il Valore e il Coraggio".
Nel giugno 2023 la brigata è stata rischierata nell'area di Velyka Novosilka, dove l'88º e il 137º Battaglione hanno liberato diversi villaggi grazie allo sfondamento operato più a sudest dalla 37ª Brigata fanteria di marina e dalla 4ª Brigata corazzata. La brigata è riuscita a muoversi rapidamente attraverso le fortificazioni russe grazie ai suoi blindati leggeri e all'utilizzo di tattiche mutuate dall'esercito statunitense. A luglio ha continuato ad operare nello stesso settore insieme alle altre tre brigate di fanteria di marina ucraine, liberando il villaggio di Staromajors'ke all'inizio di agosto e assaltando il vicino insediamento di Urožajne, difeso dalla 60ª Brigata fucilieri motorizzata e dal 247º Reggimento della 7ª Divisione d'assalto aereo e liberato definitivamente il 15 agosto. A settembre la brigata ha attaccato nell'area fra Novodonec'ke e Novomajors'ke, costringendo due reggimenti russi a ritirarsi nella parte meridionale dell'insediamento. A ottobre il 137º Battaglione è stato trasferito nella regione di Cherson, dove ha attraversato il Dnepr e occupato il villaggio di Krynky sulla sponda meridionale. Qui, grazie al supporto dell'artiglieria e dei droni, gli ucraini sono riusciti a imporsi nella guerra d'attrito e infliggere gravi perdite all'810ª Brigata fanteria di marina delle guardie e alla 104ª Divisione d'assalto aereo. Dopo due mesi di duri combattimenti nella testa di ponte, a metà dicembre è stato sostituito da elementi della 37ª Brigata fanteria di marina.
Nel settembre 2024, in seguito alla legge ucraina che ha permesso ad alcune categorie di detenuti di prestare volontariamente servizio nell'esercito, la 35ª Brigata fanteria di marina è stata una delle unità ad integrarne un certo numero nei propri ranghi, costituendo la Compagnia "Škval". Alla fine del 2024 la brigata ha ricevuto in dotazione dalla Svezia i veicoli da combattimento Pansarbandvagn 302.

## Struttura
- Comando di brigata[38]
- 1º Battaglione fanteria di marina
- 2º Battaglione fanteria di marina
  - Unità droni d'attacco "Yokaj"
- 18º Battaglione fanteria di marina (Sarata, unità militare A4210)[39]
  - Unità droni d'attacco "Boar"
- 88º Battaglione d'assalto aereo (Bolhrad, unità militare A2613)[40]
- 137º Battaglione fanteria di marina (Dačne, unità militare A3821)[41]
  - Unità droni d'attacco "Idra"
- Compagnia fucilieri speciale "Škval"
- Battaglione corazzato (T-80BV e T-64BV)
- Battaglione sistemi senza pilota "Katran"
- Gruppo d'artiglieria
  - Batteria acquisizione obiettivi
  - Battaglione artiglieria semovente (2S1 Gvozdika)
  - Battaglione artiglieria lanciarazzi (BM-21 Grad)
  - Battaglione artiglieria controcarri
- Battaglione artiglieria missilistica contraerei (9K35 Strela-10)
- Battaglione genio
- Battaglione logistico
- Battaglione manutenzione
- Compagnia ricognizione
- Compagnia comunicazioni
- Compagnia guerra elettronica
- Compagnia difesa NBC
- Compagnia medica
- Plotone cecchini

## Comandanti
- Colonnello Mykola Palas (maggio 2018 - ottobre 2021)[42]
- Colonnello Jurij Andrijenko (ottobre 2021 - gennaio 2024)[43]
- Colonnello Serhij Olijnyk (gennaio 2024 - gennaio 2025)[44]
- Colonnello Oleksij Bulachov (gennaio 2025 - in carica)[45]